# Миколаївка (Ніжинський район)
Микола́ївка — село в Україні, у Борзнянській міській громаді Ніжинського району Чернігівської області. До 2020 центр Миколаївської сільської ради. Населення — 492 осіб (2015 рік).

## Географія
Село розташоване на сході громади, за 10 км від центру громади — міста Борзна (автошляхами — близько 16 км), поряд з автострадою Кіпті—Глухів E101. Відстань до найближчої залізничної станції Доч — 13 км. Висота над рівнем моря — 132 м. Водойма — річка Борзенка. На території села знаходиться велика кількість ставків, які потерпають від осушення.

## Історія
В цій місцевості люди мешкали з давніх-давен. Поблизу села виявлено поселення доби бронзи (II тисячоліття до н. е.), скіфського періоду (V-III століття до н. е.) і давньоруське городище (IX-XIII століття).
Село згадується в історичних джерелах з другої половини XVII сторіччя. Входило до складу Шаповалівської сотні Ніжинського полку. Після анексії Гетьманщини з боку Московської держави, село Миколаївка входило до складу Шаповалівської волості.
З 1917 — у складі УНР. Вплив Центральної Ради був істотним — уродженка села Любов Яновська посідала помітне місце в новій українській владі у Києві.
266 жителів Миколаївки брали участь у Другій світовій війні, 190 з них — загинули, 250 — нагороджені орденами і медалями СРСР. На честь загиблих односельців у селі споруджено обеліск Слави.
У повоєнний період в селі знаходилося відділення радгоспу імені 50-річчя Великого Жовтню (центральна садиба — у селі Іванівка), за яким було закріплено 2353 гектарів сільськогосподарських угідь, у тому числі 2110 га орної землі. Господарство займалося вирощуванням елітних сортів зернові культури, картоплі, племінним тваринництвом.
12 червня 2020 року, відповідно до розпорядження Кабінету Міністрів України № 730-р «Про визначення адміністративних центрів та затвердження територій територіальних громад Чернігівської області», село увійшло до складу Борзнянської міської громади.
19 липня 2020 року, в результаті адміністративно-територіальної реформи та ліквідації Борзнянського району, увійшло до складу Ніжинського району Чернігівської області.

## Населення

### Мова
Розподіл населення за рідною мовою за даними перепису 2001 року:
| Мова       | Кількість | Відсоток |
| ---------- | --------- | -------- |
| українська | 780       | 99.24%   |
| російська  | 6         | 0.76%    |
| Усього     | 786       | 100%     |

## Сучасний стан
В селі знаходиться Миколаївська загальноосвітня школа, збудована у 1970-х роках. Кількість учнів — 96 (2016 рік). В школі навчаються учні сусіднього села Іванівка. Має спортзал. Учні школи мають гарні результати як в освітній, так і в спортивній діяльності, серед них — переможці районних та обласних олімпіад. У 2011 році шкільна команда з волейболу зайняла 1-е місце в районі.
Діють фельдшерсько-акушерський пункт, дитсадок (знаходиться в приміщенні школи). Є поштове відділення, бібліотека, кілька магазинів.
В селі знаходяться дві тваринницькі ферми, які належать ДП ДГ «Іванівка».
Більшість віруючих — православні. У 2008–2011 роках у селі була збудована церква. Будівництво здійснювалось за рахунок місцевого бюджету, коштів фізичних осіб, коштів ДП ДГ «Іванівка».

## Відомі люди
У селі народилися:
- Вашетко Микола Памфілович (1880–1960) — український радянський патофізіолог.
- Веремієнко Андрій Костянтинович (1974—2023) — лейтенант Збройних сил України, учасник російсько-української війни.
- Чернега Дмитро Федорович ( 1927—2015) — український учений в галузі металургії, доктор технічних наук, професор, член-кореспондент НАН України[6].
- Яновська Любов Олександрівна (1861–1933) — письменниця, громадська і політична діячка, член Української Центральної Ради.

Проживали:
- Головко Гаврило Калинович — український радянський діяч.